# Alexander Ireland
Alexander "Alex" Ireland (febrero de 1901 - enero de 1966) fue un boxeador británico. Obtuvo una medalla de plata durante los Juegos Olímpicos de Amberes 1920 en la categoría de peso wélter. Enfrentó en el combate por la medalla de oro a Albert Schneider, el cual perdió por decisión de los jueces. También ostentó el título de la Asociación de Boxeo Amateur de Inglaterra del año 1921.